# メロディ
メロディ（伊: melodia、英: melody）は、ある高さと長さを持ついくつかの楽音が前後に連続して、それがリズムに従って、連続的に進行する（歌唱、演奏される）ことによって、何らかの音楽的内容をもつもの。和訳は旋律（せんりつ）または節（ふし）。
特に西洋音楽において、このメロディはハーモニー（和声）、リズム（律動）と共に、音楽の3要素のひとつとされる。
狭義では「主旋律」のことに限りメロディーと言う場合もある。
旋律理論では、最初に現れた音をもとにして、反復または緊張という役割をもつ音が続き、解決をする音で終了すると考える。さらに、数秒または数小節の短いメロディ（楽句、フレーズ）を1つの単位としてとらえ、長いメロディを構成する各単位に反復、緊張、解決という役割を与えることができる。
一般的にメロディは音階や旋法といった音組織の上に成り立つ。特に西欧の古典音楽（ルネサンス後期の調性が確立した以降の音楽で、シェーンベルクのような調性を持たない音楽以前のもの）においては、音階の選択は調性が強く意識されており、和音進行が重要な意味を持つ。その意味において、より緊張や解決という役割はハーモニーの考え方からよく理解できる。また反復とはリズムそのものである。それぞれは重なり合い明確に区別することはできない。
人は大量の音が含まれる音楽でも、印象的な音のつながりを直感的に認識しメロディとして楽しむことができる。
多くの西洋系音楽は、中心となるメロディを印象付けるように意図的に作曲されている。直感的に認識しがたいことを意図した楽曲もある。

## メロディと言語
高低アクセントまたは声調を持つ言語の歌では、メロディと歌詞の関係が問題になることがある。広東語、ベトナム語など複雑な声調を持つ言語では、歌詞の声調に合わせたメロディを用いるのが一般的である（メロディが歌詞に縛られる）。日本語でもメロディが歌詞の本来のアクセントに合わず不自然と指摘されることがあり、山田耕筰のように歌詞に厳密に合わせたメロディを作曲する人もいる。

## メロディの進行の種類
- 同音進行
- 順次進行
  - 先行音から、2度上行または、下行する進行。音程の変化が小さいため、メロディに弛緩をもたらす。和音の根音（ルート）を順次進行にするために、分数コード（オンコード）が用いられることもある。
- 跳躍進行
  - 先行音から、3度以上の上行または、下行する進行。音程の変化が大きいため、メロディに緊張をもたらす。対位法では、跳躍進行に多くの注意点がある。